# Tetrapturus georgii
Tetrapturus georgii е вид лъчеперка от семейство Марлинови (Istiophoridae).

## Разпространение
Видът е разпространен в Алжир, Ангола, Ангуила, Антигуа и Барбуда, Барбадос, Бахамски острови, Бенин, Бермудски острови, Бразилия, Британски Вирджински острови, Венецуела, Габон, Гамбия, Гана, Гваделупа, Гвиана, Гвинея, Гвинея-Бисау, Гибралтар, Гренада, Доминика, Доминиканска република, Екваториална Гвинея, Западна Сахара, Испания (Канарски острови), Италия, Кабо Верде, Кайманови острови, Канада, Колумбия, Коста Рика, Кот д'Ивоар, Куба, Либерия, Мавритания, Мароко, Мексико, Намибия, Нигерия, Нидерландия, Никарагуа, Панама, Португалия (Азорски острови), Пуерто Рико, Сао Томе и Принсипи, САЩ, Сейнт Винсент и Гренадини, Сейнт Лусия, Сенегал, Сиера Леоне, Суринам, Тринидад и Тобаго, Тунис, Търкс и Кайкос, Френска Гвиана, Хаити, Хондурас, Южна Африка и Ямайка.